# 高山奈々
高山 奈々（たかやま なな、1994年〈平成6年〉6月17日 - ）は、日本の気象キャスター、防災士。ウェザーニューズ所属。愛称はななちゃんなど。

## 来歴
- 新潟県長岡市出身。新潟県新潟市中央区の国際こども・福祉カレッジを卒業[2]。この経緯から保育士と幼稚園教諭免許状を保有している[3]。
- 2015年、日本きものシステム協同組合のオーディションで第4期ドリームエンジェルとして選ばれ、同組合のCM、パンフレットなどで活躍した[4]。同期のメンバーに声優の中島由貴がおり、2022年現在でも親交がある[要出典]。
- 2015年、ウェザーニュースキャスターオーディションを第2位で合格[注釈 1]、気象情報番組「SOLiVE24」のキャスターとなる。2016年3月まで学業と並立してキャスターを務めた。同期は白井ゆかり。
- 2015年8月15日、『SOLiVE ムーン』で初披露される[5]。
- 2015年9月19日、『SOLiVE コーヒータイム』でデビュー[6]。
- 2021年12月にアパレルブランド「KANGOL REWARD」とコラボレーションを行い、アパレル商品が発表された[7]。
- 2022年11月7日、自身のTwitterにて結婚を発表した[8]。
- 2023年6月16日、『ウェザーニュースLiVE・アフタヌーン』の番組及びその後に更新した自身のSNSにて「第1子を懐妊し、10月を目処に産前産後休業入りする」ことを報告した[9]。
- 2023年9月22日の『ウェザーニュースLiVE・アフタヌーン』にて、9月いっぱいをもって産休に入ることを発表した[10]。
- 2023年12月に第1子を出産したことを自身のInstagramにて発表した[11]。
- 2024年の年末に第2子を出産したことを2025年4月に自身のXにて発表した[12]。

## 人物
- ウェザーニュース内定確定時に「にいがたメチャカワchのケンミン発掘プロジェクト」番組に出演した[要出典]。
- 高校時代に長岡美少女図鑑（新潟県）のモデルとして活動。その時のブログが2013年5月まで更新していた「ななのブログ[13]」に残っている。
- 2018年1月15日番組振り返りにて父51歳・母52歳（どちらも2023年1月現在）であることを公表[要出典]。
- 2004年新潟県中越地震にて本人を含む家族が被災し、1ヶ月間の避難生活を余儀なくされた[14]。
- キャスターになる前はマクドナルドでアルバイトをしていた[要出典]。
- 好きなミュージシャンは乃木坂46、推しメンは白石麻衣（番組振り返りでライブに行ったことを公表）[要出典]。
- 好きな食べ物はサバ・サンマ・等の青魚系サーモン・イクラ・烏賊（おつまみ系のみ、刺身などは食べられない）、それ以外の魚介類は苦手[要出典]。
- 好きなアニメは『MAJOR』、『カードキャプターさくら』、『名探偵コナン』。中でも名探偵コナンの映画は欠かさず観に行っている[15][信頼性要検証]。
- 好きなスポーツは野球[要出典]。
- 機械が苦手なのでゲームには興味が無いのだが、一人っ子だったせいもあり、幼少の頃から公園で遊んでばかりいたため、どちらかと言えばアウトドア派だった[16][信頼性要検証]。

## 出演
現在
- 産前・育児休暇

過去
- SOLiVE24 各番組
- SOLiVE モーニング
- SOLiVE サンシャイン
- SOLiVE コーヒータイム
- SOLiVE アフターヌーン
- SOLiVE イブニング
- SOLiVE ムーン
- SOLiVE ナイト

## 関連人物
- 清水秀一 - 同郷（西蒲原郡分水町、現在の燕市）の北海道テレビ放送所属の気象予報士。1989年から2003年までウェザーニューズに所属していた。